# Хартицкий сельсовет
Хартицкий сельсовет — упразднённая административная единица на территории Мостовского района Гродненской области Республики Беларусь.

## Состав
Хартицкий сельсовет включает 11 населённых пунктов:
- Казаковцы — деревня.
- Ковшово — деревня.
- Лавно — деревня.
- Мазаново — деревня.
- Неман — деревня.
- Огородники — деревня.
- Ревки  — деревня.
- Русиновцы — деревня.
- Хартица — деревня.
- Черлена — деревня.
- Черленка — деревня.

## Производственная сфера
СЧУП «Дубно», кооператив «Садовый».

## Социальная сфера
Образование: ГУО «Черлёнская общеобразовательная средняя школа», ГУО «Хартицкий детский сад».
Медицина: Хартицкая амбулатория врача общей практики, Ковшовский фельдшерско-акушерский пункт.
Культура: Хартицкий центральный Дом культуры, Хартицкая сельская библиотека, Ковшовская библиотека-клуб.

## Памятные места
На территории сельсовета находятся 4 воинских захоронения.

## Достопримечательности
Свято-Богородицкая церковь (д. Черлёна).